# Synagoga Montmartre

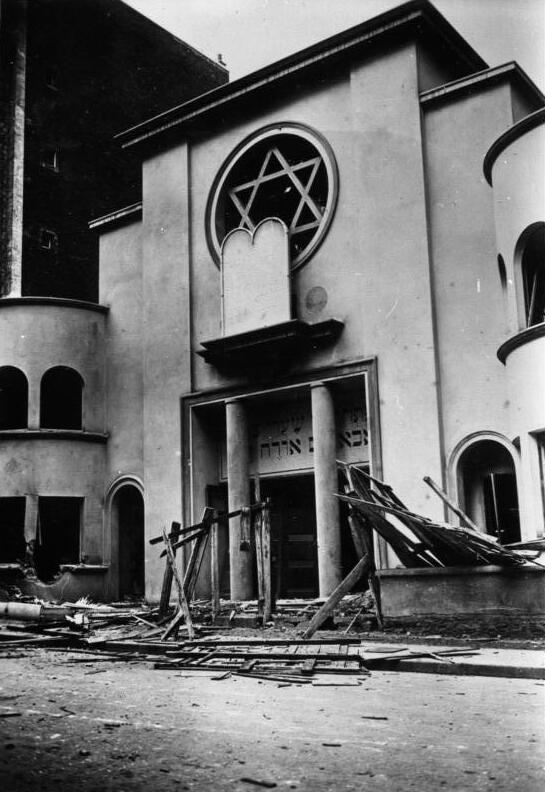
Synagoga po útoku 3. října 1941

Synagoga Montmartre je synagoga v 18. obvodu v pařížské čtvrti Montmartre v ulici Rue Sainte-Isaure č. 13 a 15. Byla postavena v letech 1939-1940 a již následujícího roku těžce poškozena bombou. Synagoga je zasvěcena sefardskému ritu.

## Historie
V 80. letech 19. století se na Montmartru usídlilo mnoho židovských imigrantů. V roce 1907 koupila Pařížská židovská obec (Association cultuelle israélite de Paris) bývalé divadlo, které architekt Lucien Hesse přestavěl na synagogu. Koupě budovy umožnil dar od manželky Edmonda de Rothschilda. 27. června 1907 byla synagoga vysvěcena. Ovšem už brzy se budova ukázala jako příliš malá a zastaralá. V roce 1936 architekt Germain Debré navrhl plány na novou synagogu. 9. července 1939, přesně osm měsíců po křišťálové noci v Německu, byl položen základní kámen nové synagogy. Stavba byla dokončena v roce 1940. Také tato synagoga se stala obětí bombového útoku 3. října 1941.

## Architektura
Autorem stavby je architekt Germain Debré (1890-1948). Synagoga má betonovou konstrukci a její půdorys je téměř čtvercový. Na rozdíl od předchozí budovy má průčelí synagogy monumentální charakter. Vyvýšenou střední část doplňují z obou stran dvě prohnutá boční křídla opatřená velkými okny. Dva sloupy v narážce na sloupy Šalamounova chrámu nesou překlad portálu. Ve středu průčelí je velká rozeta, jejíž paprsky vytvářejí Davidovu hvězdu. Pod rozetou jsou dvě kamenné desky s desaterem zapsaným v hebrejštině. Nad vchodem je nápis ve francouzštině Miluj bližního svého, jako sebe samého.
Na třech stranách lodi je galerie pro ženy. Bima stojí před aron ha-kodeš (schránou na Tóru), která je obklopena mramorovým rámem. V jejím středu je Davidova hvězda s deskami s desaterem. Nad bimou, která je obklopena osmiramennými svícny, je malá kopule ze skleněných cihel. Stěny jsou pokryty hebrejskými nápisy. Balustráda empory nese jména patriarchů, biblických králů, proroků a (což nebývá obvyklé) také jména slavných žen z Bible. Dlaždice na podlaze předsíně nesou rovněž Davidovu hvězdu.